# Scaphoideus russus
Scaphoideus russus är en insektsart som beskrevs av William Lucas Distant 1908. Scaphoideus russus ingår i släktet Scaphoideus och familjen dvärgstritar. Inga underarter finns listade i Catalogue of Life.